# Northwest Passage (brano musicale)
Northwest Passage ("Passaggio a Nord-Ovest") è una canzone folk del cantautore canadese Stan Rogers, inclusa nell'omonimo album a cui dà il nome (1981).
Il brano, celebrativo dell'epoca delle grandi esplorazioni (XVII-XIX secolo) e del tentativi di ricerca del Passaggio a Nord-Ovest, è tra i più famosi pezzi di Rogers ed è immensamente popolare in Canada, tanto da esserne considerato un inno non ufficiale.

## La canzone
(Ritornello)
Il brano, narrato in prima persona dall'autore, rievoca i principali tentativi di esplorazione del Canada e le immense difficoltà ad essi collegate, prime fra tutte il freddo e le sterminate distanze da percorrere. Citando quindi i famosi esploratori John Franklin (a capo della spedizione perduta di Franklin e il cui nome ricorre nel ritornello), Henry Kelsey, Alexander Mackenzie e David Thompson il narratore vi si paragona mentre effettua un viaggio via terra dopo aver abbandonato la sua vita precedente.

## Composizione
Stan Rogers venne ispirato nella scrittura della canzone osservando le vaste praterie canadesi durante gli spostamenti da una tappa all'altra dei suoi tour, facendogli tornare alla mente i grandi esploratori del passato e portandolo a paragonarsi a loro. Avendo scritto la canzone di getto e avendola incisa poco tempo dopo la composizione, il nome dell'esploratore Henry Kelsey è storpiato in Kelso poiché Rogers non ne ricordava la grafia corretta.

## Popolarità
Inclusa nell'album Northwest Passage del 1981, di cui è la prima traccia e a cui dà il nome, col tempo è divenuta uno dei pezzi più celebri di Rogers e anche dell'intero panorama musicale canadese. In un sondaggio condotto dalla radio nazionale CBC su quale potesse essere un potenziale brano da sostituire all'inno nazionale canadese O Canada, Northwest Passage si è classificata al primo posto.
Della canzone sono state realizzate numerose cover da parte di gruppi e artisti rinomati, come quella del figlio dell'autore Nathan Rogers, a sua volta artista affermato. La canzone ha inoltre ispirato il titolo di un documentario, The Hand of Franklin (2015), che segue una moderna spedizione attraverso il Passaggio a Nord-Ovest, e un libro per bambini dell'artista Matt James (2013).